# Veendam
Veendam – gmina i miasto w Holandii, w prowincji Groningen. Miasto leży pomiędzy trzema rzekami- Oude, Ooster i Westerdieg. Veendam liczy sobie 29 tys. mieszkańców. W mieście znajduje się także klub piłkarski BV Veendam.

## Miasta partnerskie
- Gniezno, Polska
- Kelowna, Kanada